# ふたごの機関車
『汽車のえほん15　ふたごの機関車』（きしゃのえほん15 ふたごのきかんしゃ）（原題 : The Twin Engines）は低学年の児童向け絵本シリーズ「汽車のえほん」の第15巻である。

## 概要
1960年にイギリスで発行されたウィルバート・オードリー牧師執筆による汽車のえほんシリーズの第15巻。4話の短編作品を収録した低学年の児童向け絵本。挿絵はジョン・ケニーが担当。ポプラ社から1974年11月に日本語訳が出版されていたが、2004年頃一旦絶版。2005年に新装改訂版が出版された。2010年にミニ新装版が発売された。

## 成立の過程と作品背景
1945年から、ほぼ毎年に1巻ずつ続巻してきた本シリーズの第15巻。これまで貨車の扱いを廻ってトラブルが発生し「お話」が作られてきたが、ふとっちょの局長がスコットランドから貨物専用機関車を購入して問題解決を図ろうとする。イギリス国鉄の近代化計画の進行により、蒸気機関車が淘汰されていた時代を反映した物語でもある。

## 収録作品
- ふたごの機関車（"Hullo Twins!")
- はんにんはどっち？（The Missing Coach)
- いじわるなブレーキ車（Break Van)
- みんなのだいひょう（The Deputation)

## 登場機関車
テレビシリーズの機関車紹介と重複する解説は省略、本巻の内容で特筆すべきものを紹介。
- ジェームス　
- ゴードン - よく引いている急行の名前が「ワイルド・ノーウェスター号」と判明。
- ヘンリー　
- ダック　
- ドナルドとダグラス
入線当初のドナルドのテンダーには、イギリス国鉄の金のライオンの紋章らしきものが描かれている（彼らが所属していたカレドニアン鉄道も当時はソドー島の鉄道と同様にイギリス国鉄に統合済み）。
ダグラスはトーマスとすれ違う挿絵で、弁装置の一部やキャブ内が描写されている。リアル志向のオードリー牧師の指示にケニーが見事に応えている。
エピローグで塗り替えてもらえるという時2台が「青がいい」というのはカレドニアン鉄道の812型機関車の数両だけ身にまとった塗装が青色だったため。(本人たちは黒い塗装)イギリスでは1923年の大合併で四大私鉄（カレドニアン鉄道の場合はロンドン・ミッドランド・アンド・スコティッシュ鉄道）になった際、グレート・ウェスタン鉄道（大西部鉄道）以外の貨物機は黒に塗装変更されたため、昔のカレドニアン塗装を懐かしんでいるというわけである。次の16巻ではまだ塗り替えが完了しておらず、青地に赤いラインになったのが確認できるのは第18巻から。
- トーマス - 支線に急行客車が乗り入れていることが説明されている。
- エドワード　
- パーシー

## その他
- 劇中の意地悪な車掌車に「NW」と書かれておりオードリー牧師は初めて舞台となる鉄道の名前を「ノース・ウェスタン鉄道」と明らかにしている。

## この後の続巻
ポプラ社の最初の翻訳では「全15巻」とされており、第1－15巻が1973－1974年、第16－26巻が1980－1981年に発行されているが、原書は普通に15巻の翌年に16巻が書かれて出版されている。
なお、2005年に出版された新装改訂版に至っては第15巻までしか出なかったが、2010年のミニ新装版は全26巻までが通しで出版されている。